# Instituto Nacional para la Evaluación de la Educación
El Instituto Nacional para la Evaluación de la Educación (INEE) fue un órgano constitucional autónomo depositario del Sistema Educativo Nacional. Su función era la evaluación de la educación pública y privada de los grados preescolar, primaria, secundaria y medio superior.
Fue creado por decreto de Vicente Fox el 8 de agosto de 2002 como un organismo sectorizado a la Secretaría de Educación Pública (SEP). En 2013 se convirtió en un organismo no sectorizado. Con la reforma educativa de 2013, el 16 de febrero del mismo año adquirió su autonomía. Se extinguió por decreto de Andrés Manuel López Obrador el 15 de mayo de 2019 con la reforma educativa de 2019 y fue reemplazado por la Comisión Nacional para la Mejora Continua de la Educación.

## Historia
El Instituto Nacional para la Evaluación de la Educación (http://www.inee.edu.mx/) fue creado por decreto presidencial el 8 de agosto de 2002, durante la administración de Vicente Fox Quesada. 
En su inicio el INEE, encabezado por Felipe Martínez Rizo; como director general, operó como organismo público descentralizado de la Secretaría de Educación Pública hasta 15 de mayo de 2012, y como un organismo descentralizado no sectorizado hasta el 25 de febrero de 2013.
A partir del 26 de febrero de 2013 el Instituto Nacional para la Evaluación de la Educación se convirtió en un organismo público autónomo, con personalidad jurídica y patrimonio propio, para evaluar la calidad, el desempeño y los resultados del Sistema Educativo Nacional en la educación preescolar, primaria, secundaria y media superior.

### Reformas al estatuto orgánico
En 2003 se emitió el Estatuto Orgánico del instituto, y se reformó en 2006 y 2009, en ese último año se nombra a Margarita María Zorrilla Fierro como nueva directora general. A principios de 2012 se instaló un Consejo Consultivo integrado por los responsables de la evaluación educativa de entidades federativas.
El 15 de mayo de 2012, el Presidente Felipe Calderón, firmó un decreto que brinda autonomías técnica, operativa y de decisión al Instituto, fue publicado al día siguiente en el Diario Oficial de la Federación. Dentro de los cambios estipulados en el decreto está la integración del Instituto, el cual queda conformado por un Órgano de Gobierno, una Junta Técnica, un presidente, un Consejo Social de Evaluación de la Educación y un Consejo de Vinculación con las Entidades Federativas.
El Órgano de Gobierno debía ser integrado por tres miembros de la Junta Técnica, excluyendo a su presidente, por un representante de la Secretaría de Educación Pública, uno de la Secretaría de Hacienda y Crédito Público, uno del Consejo Nacional de Ciencia y Tecnología y uno del Consejo Nacional de Evaluación de la Política de Desarrollo Social, quien lo presidirá; y la Junta Técnica integrada por el presidente del Instituto y cuatro miembros que serían nombrados por el Ejecutivo Federal.
El presidente sería designado por el presidente de la República para un periodo de cuatro años, siendo el primero Mario Rueda Beltrán. El Consejo Social de Evaluación de la Educación contaría con participación de: el secretario de Educación Pública, o su representante, quien lo presidirá, tres secretarios de educación pública de las entidades federativas, un representante del Instituto Federal Electoral que tenga competencia en materia de educación cívica; un representante del Instituto Nacional de Estadística y Geografía; dos titulares de instituciones de educación superior o de investigación educativa; dos representantes del Sindicato Nacional de Trabajadores de la Educación; tres representantes de organizaciones de la sociedad civil relacionadas con la educación; dos representantes de organizaciones de padres de familia y cuatro académicos reconocidos en materia de educación.

### La autonomía del INEE
A partir del 26 de febrero de 2013 el INEE se convirtió en un organismo público autónomo, con personalidad jurídica y patrimonio propio. 
El Instituto coordina el Sistema Nacional de Evaluación Educativa (SNEE), evalúa la calidad, el desempeño y los resultados del Sistema Educativo Nacional de educación básica y media superior, pública y privada, en todas sus modalidades.

## Funcionamiento

### Atribuciones del INEE autónomo
a. Diseñar y realizar las mediciones que correspondan a componentes, procesos o resultados del sistema; 
b. Expedir los lineamientos a los que se sujetarán las autoridades educativas federal y locales para llevar a cabo las funciones de evaluación que les correspondan, y 
c. Generar y difundir información para, con base en ésta, emitir directrices que sean relevantes para contribuir a las decisiones tendientes a mejorar la calidad de la educación y su equidad como factor esencial en la búsqueda de la igualdad social.
D.- Es un organismo que ayuda a la regulación de la interpretación de los docentes, mediante una evaluación de los conocimientos que ellos integran a los alumnos que en su momento tendrán la oportunidad de evaluarlos, tomando en cuenta su punto de vista. Se evalúan a los docentes.

### Coordinación del Sistema Nacional de Evaluación Educativa
El objetivo del Sistema Nacional de Evaluación Educativa es contribuir a garantizar la calidad de los servicios educativos prestados por el Estado y los particulares con reconocimiento de validez oficial, con la finalidad de:  
- Formular políticas integrales, sistemáticas y continuas, así como programas y estrategias en materia de evaluación educativa;
- Promover la congruencia de los planes, programas y acciones que emprendan las Autoridades Educativas con las directrices que, con base en los resultados de la evaluación, emita el Instituto;
- Analizar, sistematizar, administrar y difundir información que contribuya a evaluar los componentes, procesos y resultados del Sistema Educativo Nacional, y
- Verificar el grado de cumplimiento de los objetivos y metas del Sistema Educativo Nacional.

## Organización

### Junta de Gobierno
La Junta de Gobierno se integra en abril de 2013 por la maestra Sylvia Schmelkes del Valle, como Consejera Presidenta; y como consejeros: la doctora Margarita Zorrilla Fierro, la doctora Teresa Bracho González, el maestro Gilberto Guevara Niebla y el doctor Eduardo Backhoff Escudero quien en 2017 ocupó el cargo de Consejero Presidente.  
En abril de 2018 se renovó la Junta de Gobierno y el Senado de la República designó al doctor Bernardo Naranjo Piñera y la maestra Patricia Vázquez del Mercado como nuevos integrantes de la Junta de Gobierno, también fue elegida por unanimidad la doctora Teresa Bracho González como Consejera Presidente. 
Hasta mayo de 2019, la Junta de Gobierno la integraba por:

#### Presidentes
| Presidente (a)            | Inicio            | Final         |
| ------------------------- | ----------------- | ------------- |
| Sylvia Schmelkes          | mayo de 2013      | abril de 2017 |
| Eduardo Backhoff Escudero | 1 de mayo de 2017 | abril de 2018 |
| Teresa Bracho González    | abril de 2018     | abril de 2019 |

#### Consejeros
| Consejero (a)                | Inicio       | Final          | Propuesto por      |
| ---------------------------- | ------------ | -------------- | ------------------ |
| Sylvia Schmelkes Del Valle   | Mayo de 2013 | Mayo de 2019   | Enrique Peña Nieto |
| Teresa Bracho González       | Mayo de 2013 | Abril de 2019  | Enrique Peña Nieto |
| Margarita Zorrilla Fierro    | Mayo de 2013 | Abril de 2018  | Enrique Peña Nieto |
| Gilberto Guevara Niebla      | Mayo de 2013 | Agosto de 2018 | Enrique Peña Nieto |
| Eduardo Backhoff Escudero    | Mayo de 2013 | Abril de 2018  | Enrique Peña Nieto |
| Patricia Vázquez del Mercado | Mayo de 2018 | Abril de 2019  | Enrique Peña Nieto |
| Bernardo Naranjo Piñera      | Mayo de 2018 | Mayo de 2019   | Enrique Peña Nieto |

### Órganos colegiados
Los Órganos Colegiados del Instituto eran: 
- Conferencia del Sistema Nacional de Evaluación Educativa
- Consejo Social Consultivo de Evaluación de la Educación (CONSCEE)
- Consejo de Vinculación con las Entidades Federativas (CONVIE)
- Consejo Pedagógico de Evaluación Educativa (CONPEE)
- Consejos Técnicos Especializados

### Publicaciones del INEE.
En el periodo de funcionamiento del Instituto Nacional de Evaluación para la Educación (INEE), se distinguió por sus publicaciones en diversos temas y ámbitos del Sistema Educativo Mexicano (SEM). El rubro más destacado y el cual mantuvo desde sus inicios en 2003, fue el referente a estadística he indicadores del sistema educativo mexicano, los cuales fueron robusteciendo en cada una de sus ediciones, hasta su última publicación en 2019.
Durante ese tiempo, fueron incorporándose publicaciones correspondientes a cada uno de los de los momentos y las políticas educativas vigentes, las cuales fueron documentando y describiendo los avances y el estado que guardaba la educación y el sistema educativo en general, durante un periodo determinado.
El segundo rubro más importante de sus publicaciones estaba dedicado a los Resultados de Evaluaciones. Estas publicaciones estaban destinadas a publicar el análisis y desplegar la información de distintas evaluaciones nacionales e internacionales, que desde cada una de las diferentes ópticas, informaba sobre el estado y la calidad que guardaba la educación tanto a nivel país como a nivel entidad federativa. Estas fueron mostrando la evolución del INEE, no solamente en cuanto a las diferentes evaluaciones que existían para valorar el SEM, sino también para explicar cuál era el desempeño de los alumnos en cada una de ellas según los criterios y ámbitos valorados.
Un tercer rubro que se fue distinguiendo a partir del año 2010, fueron los estudios y cuadernos de investigación que se fueron publicando en temas específicos que el instituto estaba innovando o poniendo en la agenda educativa. Estas publicaciones tenían como finalidad abordar de manera más detallada y con una intención más cualitativa, cuál era el estado de la Educación Indígena o los grupos de niños y niñas migrantes en el país, por ejemplo. Con esto el Instituto mostró un cambio en su óptica de la educación, que no se limitaba solamente dar indicadores y cifras sobre el sistema educativo mexicano, sino también describirlo y visibilizar temas sensibles y pendientes de la agenda educativa.
Por último, están los Breviarios de Política Educativa. Estos últimos surgieron posterior al año 2013, producto de la reforma que le daba mayor independencia. En esta etapa de publicaciones, el Instituto hacía referencia a las directrices y la orientación que tenía la política educativa a nivel nacional, así como la dirección que sugería deberían estar siguiendo las entidades federativas para coordinar esfuerzos conjuntos. Estas publicaciones pretendían darle un mayor sentido y sustento a las políticas nacionales y estatales que de manera conjunta se construyeron para fortalecer la educación en México y en cada una de las entidades federativas, tomando en cuenta sus particularidades e historia.
A continuación, se muestra la serie de publicaciones completa que pueden encontrar en la página histórica del INEE.
SERIES
- ·        Informes institucionales
- ·        Indicadores educativos
- ·        Resultados de evaluaciones
- ·        Cuadernos de investigación
- ·        Estudios e Investigaciones
- ·        Breviarios de política educativa
- ·        Materiales para docentes
- ·        Otros textos de evaluación
- ·        Textos de divulgación
- ·        Documentos rectores
- ·        Directrices de política